# Джон Брінк
Джон Брінк (англ. John Brinck, 16 вересня 1908 — 19 травня 1934) — американський академічний веслувальник.
Олімпійський чемпіон 1928 року в складі вісімки.